# Faxe Ladeplads
Faxe Ladeplads, även stavat Fakse Ladeplads, är en ort på Själland i Danmark.   Den ligger i Faxe kommun och Region Själland, i den sydöstra delen av landet, 60 km söder om Köpenhamn. Antalet invånare är 2 867.  Närmaste större samhälle är Haslev, 17 km nordväst om Faxe Ladeplads. 
Faxe Ladeplads har en järnvägsstation som är slutstation för Østbanen från Køge.